# 东钱湖车辆段
东钱湖车辆段是宁波轨道交通的一座车辆段，服务于宁波轨道交通4号线。东钱湖车辆段位于鄞州区东钱湖镇，距离东钱湖1.6千米，位于东钱湖大道、玉泉南路、长山江及规划紫金中路围合区域，接轨于东钱湖站。根据设计，车辆段将承担宁波轨道交通4号线全部配属列车的定、临修、镟轮任务和部分配属列车的周、月检和停放任务，以及列车接车及动车调试任务。
车辆段于2018年4月3日正式开工，2020年6月完成热滑试验，2020年12月23日随4号线开通而正式启用。

## 结构与功能
车辆段占地31.49公顷，建筑面积16.4万平方米。车辆段采用上盖+落地开发模式，设置检修库、运用库、物资总库、综合楼等13个单体建筑，拥有满足70公里/小时试车要求的1030米试车线。